# Didaktik
Didaktik kan definieras som vetenskapen om alla faktorer som påverkar undervisning och dess innehåll, och sätter fokus på lärande och hur lärande organiseras i till exempel klassrummet. Ordet kommer av det grekiska ordet för undervisa, didaskalia. Didaktik som ämne i lärarutbildning berör vad läraren skall tänka på vid undervisning, dess mål och medel samt sambandet dem emellan.
Didaktiken är en del av pedagogiken och kan delas in i begreppen allmän didaktik och ämnesdidaktik, till det föregående begreppet räknas allmän forskning kring didaktik, medan till det senare räknas ämnesspecifik didaktik. Ämnesspecifik didaktik kan exempelvis vara fysikens didaktik eller modersmålets didaktik.

## Didaktikens historia
Från antiken och framåt var begreppet didaktik synonymt med "lärodikt". Det var först under 1600-talet som didaktik blev ett begrepp kopplat till pedagogiken. 1657 kom det fullständiga versionen av Comenius' Didactica magna ut. Sedan dess har termen fått olika innebörd i olika språkområden. I flera länder på den europeiska kontinenten blev begreppet synonymt med det som på svenska kallas metodik. I anglosaxiska länder har ordet en negativ klang. Didaktiken som vetenskap började utvecklas under 1920-talet i bland annat Tyskland. Gemensamt för de olika inriktningar som uppstod var att man huvudsakligen intresserade sig för skolans kunskaper och innehåll. Under första halvan av 1900-talet använde sig didaktikerna av en kombination av beteendevetenskap, däribland behaviorism, och statistik för att nå fram till en helt säker vetenskaplig inlärningmetod. Kring 1970 trodde många utifrån dessa tankar att ett helt nytt undervisningteknologiskt paradigm var runt hörnet. När dessa förhoppningar inte infriades kom behaviorismen att överges för att ersättas av kognitiv forskning.

## Didaktisk analys
Didaktiken används i skolan för att analysera inlärningssituationen och utifrån denna analys fatta beslut om hur undervisningen ska bedrivas. Oftast sätter man upp fyra didaktiska kategorier som läraren bör tänka på:
- Vad ska läras ut?
- Varför ska det läras ut?
- Hur ska det läras ut?
- För vem ska det läras ut?

## Didaktisk forskning
Mycket didaktisk forskning är tillämpad forskning. Det betyder att didaktiken försöker få säkrare beslutsunderlag för att bland annat lägga upp undervisning och utforma styrdokument, som läroplaner (Sundberg, 2021). I anglosaxiska länder går den forskning som berör läroplaner dock under namnet curriculum research. När didaktiken studerar vad som ska läras ut och varför är den oftast tvärvetenskaplig och hämtar teorier från olika samhällsvetenskaper. När frågan om hur något ska läras ut studeras hämtas teorier från olika beteendevetenskaper.

## Didaktisk design
Didaktisk design (design för lärande) och multimodala perspektiv på kunskapsutveckling och lärande fokuserar hur kunskap representeras och iscensätts på olika arenor (design för lärande), hur kunskap skapas genom tolkning, förhandling och gestaltning av nya representationer (design i lärande) och hur olika resurser då används. Även erkännandekulturer i form av t.ex. bedömningsmallar är här ett viktigt  område, särskilt vad gäller hur olika traditioner utvecklas vad gäller att bedöma vad som räknas som kunskap och lärande. I en allt mer digitaliserad värld har också digital didaktisk design kommit att användas för att beskriva lärares undervisning med digitala verktyg